# Strzelczyska
Strzelczyska (ukr. Стрілецьке, Striłećke; do 1947 roku Стрільчиська, Strilczyśka) – wieś na Ukrainie, w obwodzie lwowskim, w rejonie jaworowskim (do 2020 roku w rejonie mościskim). W 2015 roku liczyła 438 mieszkańców.

## Historia
Pierwsza wzmianka o miejscowości pochodzi z 1396 roku. Okolice miejscowości były objęte w XV wieku wiejskim osadnictwem rzymskokatolickim, a kościół w Strzelczyskach wymieniany jest przez historyków pod rokiem 1375 jako jeden z tylko 20 na terenie diecezji przemyskiej, co czyniłoby go zarazem jedynym kościołem położonym nie w mieście na wschód od dzisiejszej granicy polsko-ukraińskiej.
W II Rzeczypospolitej miejscowość stanowiła początkowo samodzielną gminę jednostkową. 1 sierpnia 1934 roku w ramach reformy na podstawie ustawy scaleniowej została włączona do zbiorowej gminy wiejskiej Mościska w powiecie mościskim, w województwie lwowskim. W 1921 roku gmina Strzelczyska liczyła 1123 mieszkańców (596 kobiet i 527 mężczyzn) i znajdowało się w niej 168 budynków mieszkalnych. Wszystkie osoby deklarowały narodowość polską. 1104 osoby deklarowały przynależność do wyznania rzymskokatolickiego, 10 – do mojżeszowego, 9 – do greckokatolickiego. Dodatkowo obszar dworski Strzelczysk liczył 35 mieszkańców (19 kobiet i 16 mężczyzn) i znajdowały się w nim 4 budynki mieszkalne. 28 osób deklarowało narodowość polską, 7 – rusińską. 18 osób deklarowało przynależność do wyznania rzymskokatolickiego, 17 – do greckokatolickiego. 
W czasie okupacji niemieckiej mieszkająca tutaj polska rodzina Wiącków ukrywała Żydów. W 1986 roku Instytut Jad Waszem uhonorował za to tytułami Sprawiedliwych wśród Narodów Świata Jana i Katarzynę Wiącków oraz ich córki: Marię Wiącek, Franciszkę Wiącek, Anielę Dziadosz, Ludwikę Trojnar i Karolinę Kuc.
Po wojnie wieś weszła w struktury administracyjne Związku Radzieckiego.
W latach 1990−1994 lokalna wspólnota katolicka wybudowała kościół, który konsekrowano 27 sierpnia 1994 roku.
Według danych z 2001 roku 97,7% mieszkańców jako język ojczysty wskazało polski, natomiast 2,3% mieszkańców – ukraiński.
W 2003 roku ukończono budowę nowej szkoły, która oficjalnie nosiła nazwę Szkoły Podstawowej z polskim językiem nauczania im. Jana Pawła II w Strzelczyskach. Od 1 stycznia 2015 roku placówka funkcjonuje jako Zespół Edukacyjny z polskim językiem nauczania im. Jana  Pawła II w Strzelczyskach.